# Oukaimden
Oukaimden  (in arabo أوكايمدن‎?) è un centro abitato e comune rurale del Marocco situato nella provincia di Al Haouz, regione di Marrakech-Safi. Conta una popolazione di 4 861 abitanti (censimento 2014).
Nel comune ha sede la più importante delle poche località di sport invernali del paese e la più alta dell'Africa; presso la stazione ha sede anche l'osservatorio astronomico dell'Università di Oukaïmeden (OUCA), molto noto grazie al cielo terso dovuto all'assenza di luci della città. È dotato del telescopio automatico MOSS (Maroccan Oukaimeden Sky Survey) e di apparecchiature informatiche che ne consentono il pilotaggio remoto. Vi è allocato anche il telescopio TRAPPIST-Nord,